# Sandra Kim
Sandra Kim is de artiestennaam van Sandra Caldarone (Montegnée, 15 oktober 1972), een Belgische zangeres. Haar naam Sandra Kim is een verwijzing naar Kim Wilde. Ze is vooral bekend als jongste winnares ooit van het Eurovisiesongfestival met het lied J'aime la vie (zij was toen 13), waarmee ze België in 1986 de eerste (en tot nog toe ook de enige) overwinning in het Eurovisiesongfestival bezorgde.

## Loopbaan
Sandra Kim begon al op jonge leeftijd met zingen. Op haar elfde werd ze ontdekt. Twee jaar later stond ze als zangeres van het groepje Musiclub met het liedje Ami Ami al op de wedstrijd "L'ambrogino d'oro" in Milaan. Amper een half jaar later werd ze geselecteerd als Belgische deelneemster voor het Eurovisiesongfestival. Haar optreden was niet geheel onomstreden, omdat sommigen dachten dat ze vijftien jaar oud was terwijl ze in werkelijkheid 13 jaar en 7 maanden was. Wellicht omdat ze zong: "Moi j'ai quinze ans et je te dis, whoa whoa, j'aime la vie" (Ik ben vijftien en ik zeg je, whoa whoa, ik hou van het leven).  Ze blijft in de boeken staan als jongste winnaar van het songfestival ooit. De regels werden daarna aangescherpt tot de minimale leeftijd van 16 jaar. In 2018 kwam haar samen met Claude Rappe geschreven autobiografie uit onder de titel Sandra Kim - had ik het geweten.
In 2020 deed ze mee aan het tv-programma The Masked Singer op de Vlaamse commerciële zender VTM. Als koningin won ze deze wedstrijd. In 2020 volgde daaruit een single genaamd Who Are You.
In 2021 zong ze een stukje van J'aime la vie op een van de daken in Rotterdam, als deel van de intervalact van het Eurovisiesongfestival in Nederland.

## Discografie

### Singles
Hitnoteringen in de BRT Top 30
| Titel                       | datum eerste notering | aantal weken | hoogste notering | opmerking |
| --------------------------- | --------------------- | ------------ | ---------------- | --- |
| J'aime la vie               | 10/05/1986            | 16           | 1                | 8 weken op nummer 1 |
| Ami, Ami                    | 19/07/1986            | 3            | 15               | verdween na 2 weken uit de Top 30 en kwam enkele weken later voor 1 week opnieuw binnen |
| Tokyo Boy                   | 6/12/1986             | 9            | 5                | |
| Sorry                       | 28/03/1987            | 4            | 19               | kwam binnen op nummer 19 in de top 30 om de week nadien te verdwijnen, daarna kwam de single opnieuw binnen op nummer 30, steeg naar 25 en de week nadien naar nummer 23, om dan de lijst definitief te verlaten |
| Souviens-toi                | 6/02/1988             | 2            | 19               | |
| Door veel van mij te houden | 24/05/1997            | 2            | 21               | met Frank Galan |

Sandra Kim stond ook verschillende keren in de Vlaamse top 10 met de Nederlandstalige versies van haar liedjes. De BRT bepaalde een hele tijd dat Vlaamse liedjes niet in de Top 30 konden komen, ook al waren de verkochte oplages van de Vlaamse singles soms hoger dan die van de singles in de Top 30. Een van de meest succesvolle Nederlandstalige hits van Sandra Kim was het duet met Luc Steeno Bel me, schrijf me, op de muziek van Bend me, shape me van de groep Amen Corner. Er was ook een (minder succesvolle) Franse versie van dit duet Slow-moi, Rock-moi.
In het najaar van 2010 bracht Sandra Kim de nieuwe single Anyway the Wind Blows uit. Naar aanleiding van de 25e verjaardag van haar overwinning op het songfestival werd op 12 mei 2011 een volledig nieuw album uitgebracht dat de titel Make Up meekreeg. Op dit album zijn songs terug te vinden die geschreven werden door grote namen uit de Belgische muziekwereld zoals Salvatore Adamo, Dani Klein, David Bartholomé, Ozark Henry (Piet Goddaer), Anthony Sinatra en Jacques Duval.
De cd werd via een tijdschrift verspreid in het Franstalige gedeelte van België. Uiteindelijk werden vier nummers op cd-single uitgebracht: naast Anyway the Wind Blows waren dit Make Up, Voler le Temps en Top Price. In 2011 zong ze samen met de Vlaamse zanger Udo het nummer Cryin' Out for You.
| Single met hitnotering(en) in de Vlaamse Ultratop 50 | Datum van verschijnen | Datum van binnenkomst | Hoogste positie | Aantal weken | Opmerkingen                   |
| ---------------------------------------------------- | --------------------- | --------------------- | --------------- | ------------ | ----------------------------- |
| J'aime la vie                                        | 1986                  | 10-05-1986            | 1               | 16           |                               |
| Ami-Ami                                              | 1986                  | 19-07-1986            | 14              | 6            |                               |
| Tokyo Boy                                            | 1986                  | 06-12-1986            | 5               | 13           |                               |
| Sorry                                                | 1986                  | 28-03-1987            | 16              | 7            |                               |
| Laurence                                             | 1987                  | 22-08-1987            | 28              | 4            |                               |
| Souviens-toi                                         | 1987                  | 06-02-1988            | 18              | 5            |                               |
| Malagueña                                            | 1989                  | 23-09-1989            | 50              | 1            |                               |
| Bel me, schrijf me                                   | 1989                  | 30-12-1989            | 15              | 11           | Met Luc Steeno                |
| Dans, dans, dans                                     | 1990                  | 23-06-1990            | 48              | 1            |                               |
| Hou me vast                                          | 1991                  | 30-03-1991            | 43              | 6            |                               |
| Nee laat mij nooit alleen                            | 1991                  | 10-08-1991            | 45              | 6            |                               |
| Door veel van mij te houden                          | 1997                  | 15-02-1997            | 3               | 18           | Met Frank Galan               |
| Mijn lieveling                                       | 1997                  | 02-08-1997            | 47              | 2            | Met Frank Galan               |
| Hou van mij                                          | 1997                  | 11-10-1997            | tip 14          |              |                               |
| Heel diep in mijn hart                               | 1998                  | 27-06-1998            | 47              | 1            |                               |
| Song for Kosovo                                      | 1999                  | 01-05-1999            | 2               | 9            | Deel van "Artists For Kosovo" |
| Who Are You                                          | 2020                  | 05-12-2020            | 47              | 1            |                               |

Merk op: de Ultratop 50 bestaat pas sinds 1995, maar de organisatie heeft retroactief een lijst samengesteld voor de jaren ervoor.

### Singles inTop 40
| Single met eventuele hitnotering(en) in de Nederlandse Top 40 | Datum van verschijnen | Datum van binnenkomst | Hoogste positie | Aantal weken | Opmerkingen     |
| ------------------------------------------------------------- | --------------------- | --------------------- | --------------- | ------------ | --------------- |
| J'aime la vie                                                 | 1986                  | 24-5-1986             | 4               | 9            |                 |
| Door veel van mij te houden / Al camino de la vida            | 1997                  | 8-3-1997              | 30              | 3            | met Frank Galan |

### NPO Radio 2 Top 2000
Van Sandra Kim stond alleen J'aime la vie in 2000 in de NPO Radio 2 Top 2000, op plek 1443.

### Lp/cd's
- J'aime la vie (1986)
- Bien dans ma peau (1988)
- Balance tout (1991)
- Met open ogen (1991)¹
- Les Sixties (1993)
- Sixties (1993)²
- Onvergetelijk (1997), met Frank Galan
- Heel diep in mijn hart (1998)
- Make Up (2011)

¹ Met Open Ogen is de Nederlandse vertaling van Balance Tout

² Ook dit album kwam in een Franstalige en een Nederlandstalige versie

## Trivia
- De BRT liet in 1986 een groep Vlaamse kinderen voor de camera Sandra Kims "J'aime la vie" meezingen. Dit leverde hilarische resultaten op omdat de meesten de tekst amper kenden en/of de enorm hoge tonen probeerden te halen. Dit stukje beeldarchief is ook te zien in Guy De Prés televisiereeks "De Pré Historie" in de aflevering rond het jaar 1986.
- De groep Bange Konijnen had in 1986 een klein hitje in Vlaanderen met het nummer Ik ben verliefd op Sandra Kim, waarvan de tekst tegenwoordig erg verontrustend klinkt. Zo zingen ze onder meer: Lekker stuk van veertien jaar [...]/Voor de beeldbuis kwam men klaar.
- Datzelfde jaar parodieerden De Strangers J'aime la vie ook als 'k Zen zo gère polies.
- Kim zong in 1986 ook de beginmelodie in voor de animatiereeks Er was eens... het menselijk lichaam.
- In 1990 mocht Sandra Kim zingen voor koning Boudewijn ter gelegenheid van de 60/40-feesten. Ze zong er het lied J'aime mon pays/Ik hou van mijn land.
- Rob Vanoudenhoven parodieerde J'aime la vie in 1998 in een aflevering van De XII Werken van Vanoudenhoven. Op de melodie van het lied zong hij een ode aan het Waalse stadje Durbuy: J'aime Durbuy. In een latere aflevering liet hij de roddel verspreiden dat hij een relatie had met Sandra Kim.
- Na 1 juli 2008 was Sandra Kim te zien in een reclamespot voor het wasmiddel Dash waar ze haar hit J'aime la vie zong, maar dan met een aangepaste tekst J'aime le blanc.
- In juli 2010 maakte Sandra Kim een remake van de hit J'aime la vie voor het verzekeringsbedrijf Delta Lloyd Life. Voor de remake werd de oude clip van J'aime la vie frame per frame nagemaakt.
- In november 2024 trad Sandra Kim op in het Nederlandse satirische programma Even tot hier met een variant op J'aime la vie, Scammer of nie, waarin gewaarschuwd wordt tegen webwinkelfraude, een veel voorkomende vorm van bedrog op het internet waarbij voor te veel geld producten worden aangeprezen die in de praktijk van slechte kwaliteit of ondeugdelijk zijn, of helemaal niet geleverd worden.